# (159409) Ratte
Pour les articles homonymes, voir Ratte (homonymie).
(159409) Ratte est un astéroïde de la ceinture principale.

## Description
(159409) Ratte est un astéroïde de la ceinture principale. Il fut découvert le 16 juillet 1999 dans le Parc national des Cévennes par l'observatoire des Pises. Il présente une orbite caractérisée par un demi-grand axe de 2,54 UA, une excentricité de 0,12 et une inclinaison de 13,9° par rapport à l'écliptique.

## Compléments